# Charles W. Porter
Charles W. Porter (* 11. Juli 1849 in Hartford, Vermont; † 1. August 1891 in New Bedford, Massachusetts) war ein US-amerikanischer Anwalt und Politiker, der von 1884 bis 1890 Secretary of State von Vermont war.

## Leben
Charles Walcutt Porter wurde am 11. Juli 1849 als Sohn von Richter John Porter und Jane Frances Foster in Hartford, Vermont geboren. Er besuchte die Schule in Hartford, anschließend die Kimball Union Academy in Meriden, New Hampshire. Seinen Abschluss machte er an der Phillips Academy.
Zurück in Vermont zog er nach Montpelier und studierte Recht bei B.F. Fifield. Die Zulassung zum Anwalt erhielt er im Jahr 1874. Danach gründete er eine Praxisgemeinschaft mit C.H. Pitkin, seinem vormaligen Ausbilder. Diese Anwaltsgemeinschaft wurde bis zum Jahr 1880 aufrechterhalten, anschließend arbeitete er bis zu seinem Tod ohne Partner.
Porter war Mitglied der Vermonter Schwesterpartei der Republikanischen Partei und erhielt im Jahr 1872 eine Ernennung zum Stellvertretenden Secretary of State. Dieses Amt übte er zwölf Jahre aus. Im Jahr 1884 wurde er zum Secretary of State gewählt. Im Jahr 1887 zum Präsidenten der Berlin Granite Company ernannt. Diese Position übte er bis zu seinem Tod im Jahr 1891 aus.
Er war Kongregationalist und Mitglied der Vermont Historical Society.
Charles W. Porter war mit Florence Bailey verheiratet. Das Paar hatte eine Tochter. Porter starb am 1. August 1891 in New Bedford, wo er zur Erholung war, an Malaria. Sein Grab befindet sich auf dem Green Mount Cemetery.